# Ashwaubenon, Wisconsin
Ashwaubenon là một làng thuộc quận Brown, tiểu bang Wisconsin, Hoa Kỳ. Năm 2006, dân số của làng này là 17634 người.